# Острови Анжу
Острови́ Анжу́ (рос. острова Анжу, якут. Анжу арыылара) — група великих островів у Північному Льодовитому океані, на межі двох морів Східно-Сибірського та Лаптєвих, відносяться до складу Новосибірських островів. Територіально належить до Республіки Саха, Росія.
Площа островів становить приблизно 30 000 км². Рельєф переважно рівнинний, виділяються тільки окремі височини. Найвища точка — гора Малакатин-Тас на острові Котельному (361 м).
Група складається з 5 основних островів, 12 малих та декількох дрібних, які час від часу затоплюються. Острови Котельний, Земля Бунге та Фаддеєвський сполучені між собою, і відокремлюються тільки долинами річок, які раніше були протоками. Навесні, коли льоди в океані тануть і рівень води піднімається, ці острови стають окремими частинами:
- Бельковський острів
- Земля Бунге
- Котельний острів
- Нова Сибір
- Фаддеєвський острів

Острови були відкриті російськими промисловцями в різні періоди: Котельний острів та Земля Бунге відкриті Іваном Ляховим в 1772-1773 роках; Я. Ф. Санниковим Фаддеєвський острів в 1805 та Нова Сибір в 1806 роках; Бельковський острів М. С. Бельковим в 1808 році. Названі на честь П.Ф.Анжу.
| Росія | Це незавершена стаття з географії Росії. Ви можете допомогти проєкту, виправивши або дописавши її. |